# Камински, Дэн
Дэн Камински (англ. Dan Kaminsky; англ. Daniel Kaminsky; 7 февраля 1979, Сан-Франциско — 23 апреля 2021, там же) — американский программист, специалист по компьютерной безопасности. The New York Times назвала Каминского «спасителем интернета от угроз» и «цифровым Полом Ревиром».

## Биография
Дэниел Камински родился в Сан-Франциско 7 февраля 1979 года в семье Маршалла Камински и Труди Маурер. Учился в Университете Санта-Клары.
После окончания колледжа он работал в Cisco, Avaya и IOActive, где был директором по защите от взлома. Затем стал соучредителем и главным научным сотрудником компании White Ops (HUMAN), занимающейся компьютерной безопасностью.

## Карьера

### Скандал с защитой от копирования дисков Sony BMG
В 2005 году было обнаружено, что Sony BMG тайно установила на некоторые из выпущенных ей музыкальных компакт-дисков программную защиту от пиратского копирования, и что компьютер, в который вставлен такой диск, становится доступным для проникновения вредоносных программ. Камински продемонстрировал, что на момент его исследования в мире было 568 тысяч сетей, в которых присутствовали заражённые компьютеры, и другие эксперты согласились с его выводом.

### Проблема перенаправления между сайтами
В апреле 2008 года Каминский обнаружил ещё одну проблему уязвимости интернет-сетей для банков, интернет-магазинов и других бизнесов. Различные интернет-провайдеры, в первую очередь Earthlink, в случае, если пользователь ошибался с вводом интернет-адреса или вводил несуществующее доменное имя, перенаправляли запрос на сайты с рекламным содержанием. Камински показал, что такие действия позволяют злоумышленникам переправлять запрос пользователя на фишинг-сайты или заражать компьютер пользователя.

### Ошибка в DNS (проблема отравленного кэша)
В 2008 году Камински (на тот момент сотрудник IOActive) обнаружил фундаментальный недостаток в протоколе системы доменных имен DNS, которая устанавливает соответствие между доменным именем (таким, как ru.wikipedia.org) и физическим IP-адресом. Значительная часть необходимой для этого информации содержится в кэше DNS-сервера, который злоумышленник может «отравить» (англ. poisoning, англ. pollution), заменив на DNS-сервере правильные IP-адреса, соответствующие интересующим пользователя сайтам, на ложные. Поскольку большинство интернет-приложений зависят от DNS, компьютеры стали уязвимы для широкого спектра внешних угроз. Обнаружив проблему, Камински сначала связался с Полом Викси, разработчиком нескольких расширений протокола DNS, который охарактеризовал серьезность проблемы: «все в цифровой вселенной должно быть исправлено». Затем Камински предупредил Министерство внутренней безопасности и руководителей Cisco и Microsoft о работе над исправлением. Камински тайно работал с поставщиками DNS над разработкой исправления, усложняющего возможность использование уязвимости, и выпустил его 8 июля 2008 года. Позже Камински представил свои выводы на традиционной «Конференции черные шляп» по компьютерной безопасности, причём был одет в костюм, но на ногах у него были роликовые коньки. Обнаружив уязвимость, Камински завоевал внимание средств массовой информации.
Для решения проблемы было предложено расширение протокола DNSSEC (англ. Domain Name System Security Extensions) с дополнительным шифрованием DNS информации и Камински поддержал этот проеккт. 16 июня 2010 года ICANN выбрала Камински одним из доверенных представителей интернет-сообщества в зоне DNSSEC.

### Автоматическое обнаружение Conficker
27 марта 2009 г. Камински обнаружил, что узлы, заражённые Confickerом, можно обнаружить при удаленном сканировании. Теперь администраторы локальных сетей могут удалённо сканировать компьютеры в сети, выявляя заражённые, такая возможность включена в приложения Nmap и Nessus.

### Недостатки протокола TLS
В 2009 году на очередной «Конференции Чёрных шляп» в докладе «Когда я слышу слово „сертификат“, моя рука тянется к пистолету» Камински (всё ещё сотрудник IOActive) совместно с Мередит Л. Паттерсон и Леном Сассаманом сообщил о многочисленных недостатках в протоколе TLS. К ним относятся использование компанией Verisign устаревшей хэш-функции MD2, что делает недостаточно надёжными сертификаты безопасности, используемые, в частности для защиты чувствительной информации (например, номера кредитных карт).
Считается, что к этому выступлению на конференции была приурочена публикация хакерами личной переписки Камински по электронной почте и данных с его сервера.

## Личная жизнь и смерть

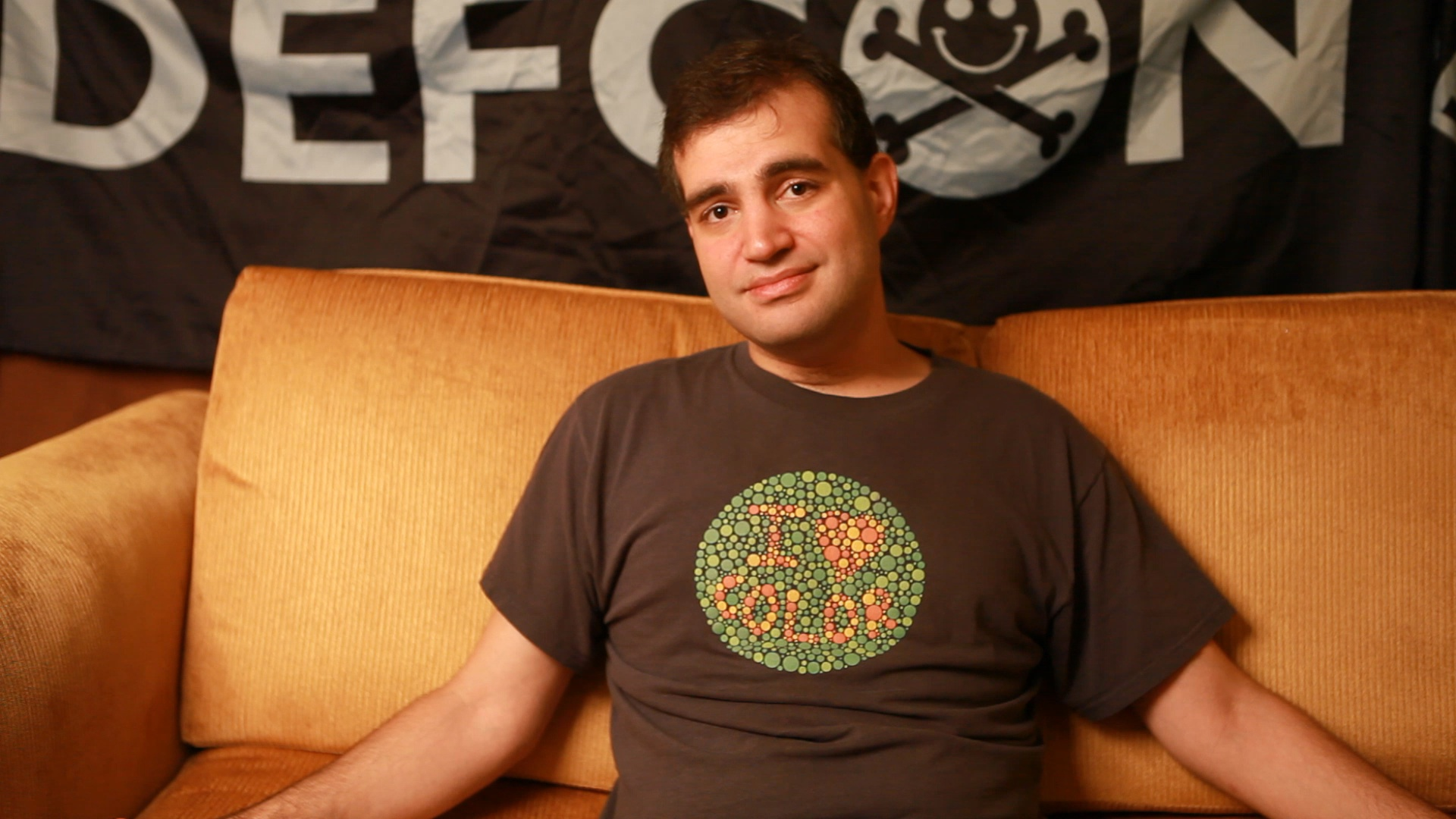
Каминский, разработчик приложения для дальтоников (на футболке — тест на дальтонизм)

The New York Times писала, что в разные периоды своей карьеры Камински переключал свое внимание на работу над проектами, связанными со здоровьем: на разработку приложения для дальтоников, слуховых аппаратов, инструментов телемедицины. Камински также был ярым защитником прав на неприкосновенность частной жизни. Во время спора между ФБР и Apple о доступе ФБР к личных данным он раскритиковал позицию тогдашнего директора ФБР Джеймса Коми, спросив: «Это делается для того, чтобы сделать вещи более безопасными или сделать их менее безопасными?».
Камински умер 23 апреля 2021 года от последствий диабета в своем доме в Сан-Франциско. В соболезнованиях по случаю его смерти Фонд электронных рубежей назвал его «другом свободы и воплощением истинного хакерского духа». 14 декабря 2021 года имя Дэна Камински было внесено в Зал славы Интернета.

## Комментарии
1. ↑  Сравнение Камински с Полом Ревиром отсылает к эпизоду Американской революции, когда Пол Ревир сообщил о приближении вражеских войск
2. ↑  Название доклада Камински «Когда я слышу слово „сертификат“, моя рука тянется к пистолету» является аллюзией к афоризму Ганса Йоста «„Когда я слышу о культуре, я снимаю с предохранителя свой браунинг“»